# ČT :D
ČT :D (ČT Déčko) es un canal de televisión público de Chequia, perteneciente a Česká televize. Se trata de un canal infantil y juvenil que emite desde las 6:00 hasta las 20:00. Comparte franja con ČT Art.

## Historia
El canal formó parte del proyecto de Petr Dvořák para el cargo de director general de Česká televize. En septiembre de 2012, Petr Koliha, exdirector artístico del Festival de Cine Infantil y Juvenil de Zlín, fue nombrado director ejecutivo del nuevo canal, y tres meses después, Barbara Johnsonová asumió la producción creativa de obras infantiles. La programación infantil y cultural que hasta entonces emitía ČT2 se transfirió a ČT :D y a ČT Art. Desde entonces, ČT2 pasó a centrarse en programas educativos e informativos, aumentando la emisión de documentales checos.
El nombre planteado para el nuevo canal iba a ser ČT3. Česká televize registró posibles nombres y diseños de logotipos. Estos fueron ČT Juni, ČT D, ČT děti, ČT ahoj, ČT mini, mini ČT, ČT hele y el finalmente elegido ČT :D.
ČT :D inició sus emisiones el 31 de agosto de 2013. En 2013, Česká televize consideró que, en el futuro, ČT :D y ČT art deberían convertirse en canales de televisión independientes y de pleno derecho.
El canal emite en HD desde el 29 de marzo de 2018. 
El cierre del múltiplex 1 de DVB-T (televisión digital terrestre) donde se emitían los canales de Česká televize se anunció en noviembre de 2019. Finalmente, el múltiplex se cerró el 30 de septiembre de 2020. Desde entonces, el canal emite en DVB-T2 y plataformas de cable, satélite e IPTV.

## Programación
- Kouzelná školka
- Studio Kamarád
- Draci v hrnci
- Večerníček
- Šikulové
- Moudronos
- Kostičky
- Ty Brďo!
- Zprávičky
- Mazalové
- Planeta YÓ
- Záhady Toma Wizarda

## Críticas
Tras el lanzamiento de los canales ČT :D y ČT art, los cuales se emitían en el múltiplex 1, se convirtieron en un objetivo de las críticas debido a la incapacidad para sintonizar el canal. Las razones más frecuentes fueron la cobertura de señal insuficiente o la necesidad de un cambio en la antena. Los críticos aseguraban que la cobertura anunciada del 80% del territorio de la República Checa para la señal era una farsa, y que incluso en áreas en donde dicha cobertura ya existía, era necesario comprar una nueva antena o redirigir la antena existente a la fuente de señal, lo que podría haber significado perder la señal de otros múltiplex. La presidenta de la Asociación de Directores y Guionistas Ljuba Wenceslas escribió una queja al presidente del consejo de Česká televize, Milan Uhde, para que explicara la situación.